# Vincent de Paul Kwanga
Vincent de Paul Kwanga Njubu (ur. 24 stycznia 1956 w Budi) – kongijski duchowny rzymskokatolicki, od 2005 biskup Manono.

## Życiorys
Święcenia kapłańskie przyjął 31 sierpnia 1985 i został inkardynowany do diecezji Kongolo. Pracował jako wikariusz sądowy oraz kanclerz kurii. Był także wykładowcą w Lubumbashi, a od 2002 pełnił funkcję krajowego dyrektora Papieskich Dzieł Misyjnych.
18 marca 2005 papież Jan Paweł II mianował go biskupem diecezji Manono. Sakry biskupiej udzielił mu 18 czerwca 2005 biskup Jérôme Nday Kanyangu Lukundwe.